# Championnats de France de patinage artistique 1967
Navigation
Championnats de France 1966 Championnats de France 1968
Les championnats de France de patinage artistique 1967 ont eu lieu à la patinoire olympique de Boulogne-Billancourt pour 4 épreuves : simple messieurs, simple dames, couple artistique et danse sur glace.

## Podiums
| Épreuves                            | Or                                        | Argent                          | Bronze                             |
| Messieurs résultats détaillés       | Patrick Péra                              | Robert Dureville                | Philippe Pélissier                 |
| Dames résultats détaillés           | Sylvaine Duban                            | Micheline Joubert               | Denise Neanne                      |
| Couples résultats détaillés         | Fabienne Etlensperger / Jean-Roland Racle | Noëlle Santerne / Yves Le Théry | -                                  |
| Danse sur glace résultats détaillés | Brigitte Martin / Francis Gamichon        | Pascale Aynes / Pascal Germe    | Élisabeth Bugiel / Michel Bouttier |

## Détails des compétitions
(Détails des compétitions encore à compléter)

### Messieurs
| Rang | Nom                |
| ---- | ------------------ |
| 1    | Patrick Péra       |
| 2    | Robert Dureville   |
| 3    | Philippe Pélissier |
| ...  |                    |

### Dames
| Rang | Nom               |
| ---- | ----------------- |
| 1    | Sylvaine Duban    |
| 2    | Micheline Joubert |
| 3    | Denise Neanne     |
| ...  |                   |

### Couples
| Rang | Nom                                       |
| ---- | ----------------------------------------- |
| 1    | Fabienne Etlensperger / Jean-Roland Racle |
| 2    | Noëlle Santerne / Yves Le Théry           |

### Danse sur glace
| Rang | Nom                                |
| ---- | ---------------------------------- |
| 1    | Brigitte Martin / Francis Gamichon |
| 2    | Pascale Aynes / Pascal Germe       |
| 3    | Élisabeth Bugiel / Michel Bouttier |
| ...  |                                    |

## Sources
- Le livre d'or du patinage d'Alain Billouin, édition Solar, 1999